# Ерейментауские скульптуры
Ерейментауские скульптуры — памятники древнего искусства в Казахстане; группа каменных изваяний периода Тюркского каганата (VI—VIII вв.). Расположены в окрестностях Ерейментау, в прилегающих к нему степях вдоль рек Силети, Тургай, Кедей. Исследованы в 1942, 1946—1960 годах Центрально-Казахстанской археологической экспедицией (руководители А. Машанов, А. Маргулан). Два изваяния, высеченные из серого гранита, находятся в верховьях реки Кедей у подножия горы Жаушокы (местное название «Қос батыр»). Высота их 1,6—1,8 м. В правой руке — чаша на уровне груди, в левой — меч. На боковой стороне скульптур плохо сохранившееся изображение клейма с надписью, напоминающей письменность древних тюрков. Каменные фигуры стоят, как правило, у могил, огороженных тёсанными гранитными плитами, лицом к востоку. Установление каменных фигур у стен оград связано с культом предков и является одной из форм увековечения памяти видных батыров, представителей знати. С распространением в степи ислама, запретившего изображение людей и животных, традиция ваяния постепенно исчезает. Ерейментауские скульптуры охраняются государством.